# Hydrelia aggerata
Hydrelia aggerata là một loài bướm đêm trong họ Geometridae.